# Apnenik, Šentjernej
Apnenik je naselje v Občini Šentjernej.